# Le Concours (film, 2016)
Pour plus de détails, voir Fiche technique et Distribution.
Pour les articles homonymes, voir Le Concours (homonymie).
Le Concours est un documentaire français réalisé par Claire Simon et sorti en 2017.

## Synopsis
Le film se penche sur le travail des candidats et des membres du jury au fil des épreuves du concours d'entrée à la Fémis : écrits, oraux, puis grand oral. Il suit le parcours des centaines de candidats lors du processus de sélection.

## Fiche technique
- Titre : Le Concours
- Réalisation : Claire Simon
- Scénario : Claire Simon
- Photographie : Claire Simon, Aurélien Py
- Son : Olivier Hespel, Nathalie Vidal
- Montage : Luc Forveille, Emma Benestan, Giorgia Villa
- Production : Andolfi
- Pays d'origine :  France
- Genre : documentaire
- Durée : 119 minutes
- Date de sortie : France - 8 février 2017

## Distinctions
- 2016 : Prix du meilleur documentaire sur le cinéma au Festival de Venise[2],[3]